# 梭氏角石蛾
梭氏角石蛾（学名：Stenopsyche saturi）为角石蛾科角石蛾屬下的一个种。